# Изабелла Кастильская, герцогиня Йоркская
Изабе́лла Касти́льская, герцоги́ня Йо́ркская (1355 / 1356—23 декабря 1392) — младшая дочь короля Кастилии и Леона Педро I от его любовницы Марии Падильи; супруга Эдмунда Лэнгли, 1-го герцога Йоркского.
Через своего внука Ричарда Йоркского Изабелла была прабабкой двух английских королей, Эдуарда IV и Ричарда III, а также герцогини Бургундской. Кроме того, через свою праправнучку Елизавету Йоркскую является предком всех английских монархов, начиная с Генриха VIII, и всех шотландских монархов, начиная с Якова V.

## Биография
Изабелла Кастильская родилась около 1355 года по одним данным в Тордесильясе, по другим — в Моралесе. Была младшей из трёх дочерей короля Кастилии и Леона Педро I и его любовницы Марии Падильи. Будучи сильно привязанным к Марии Падилье, Педро I тайно женился на ней в 1353 году. Однако, летом того же года мать Педро и знать принудили молодого короля жениться на Бланке Бурбонской, которую Педро оставил вскоре после свадьбы ради Марии. Политические мотивы брака с Бланкой Бурбонской требовали от Педро отрицания того факта, что он уже женат; несмотря на это, его отношения с Падильей продолжались и она родила ему четверых детей.
21 сентября 1371 года четвёртый сын Эдуарда III, Джон Гонт, герцог Ланкастер, женился на старшей сестре Изабеллы, Констанции, которая после смерти отца в 1369 году наследовала корону Кастилии: старшая из дочерей Педро I, Беатрис, монахиня монастыря Святой Клары в Тордесильясе, скончалась в том же году, что и отец; сын Педро от Падильи, Альфонсо, скончался в возрасте трёх лет через несколько месяцев после объявления его наследником: другие дети Педро умерли не оставив потомства. Изабелла сопровождала сестру в Англию, где 11 июля 1372 года в возрасте около 17 лет вышла замуж за младшего брата Джона Гонта, Эдмунда Лэнгли, сына Эдуарда III и Филиппы Геннегау; брак, заключённый в Уолингфорде, был призван поддержать притязания Гонта на кастильскую корону.
Брак с Эдмундом оказался несчастливым, в результате чего Изабелла имела связь с единоутробным братом короля Ричарда II, Джоном Холландом, герцогом Эксетером. Слухи об этой связи быстро расползлись при дворе так, что об этом стало известно королю; о распущенности Изабеллы писал и знаменитый хронист того времени Томас Уолсингем. Вследствие связи с Холландом нельзя было игнорировать и тот факт, что отцом любимого сына Изабеллы, Ричарда, мог быть именно Эксетер.
Называя своим наследником короля Ричарда, Изабелла уговаривала его назначить её младшему сыну ренту в 500 марок. Король подчинился. Однако, дальнейшей щедрости, ожидаемой с наступлением совершеннолетия Ричарда Конисбурга, не было, поскольку король Ричард был свергнут в 1399 году, а новый король, Генри Болингброк, в этом плане не принёс младшему сыну Изабеллы никакой выгоды.
Изабелла Кастильская умерла 23 декабря 1392 года в Хартфорде в возрасте около 37 лет и была похоронена 14 января следующего года в доминиканской церкви в Кингс-Лэнгли, Хартфордшир. После смерти жены Эдмунд Лэнгли женился на Джоан Холланд, сестре и сонаследнице Эдмунда Холланда, графа Кента, с которым у дочери Изабеллы и Эдмунда, Констанс, была любовная связь.
В 1379 году Изабелла была посвящена в Дамы Подвязки.

### Дети
- Эдуард (ок. 1373—1415) — 2-й герцог Йоркский; был женат на Филиппе де Моун[англ.], дочери Джона де Моуна, барона Моуна, и Джоан Бургерш. Детей не имел. Убит в битве при Азенкуре[14].
- Констанс (ок. 1374—1416) — в браке с Томасом ле Диспенсером, графом Глостером, от которого родила пятерых детей (три сына и две дочери), трое из которых умерли в детстве[15]. Кроме того, от связи с Эдмундом Холландом, графом Кентом, Констанс имела дочь Элеанор[15][16][17].
- Ричард (1375—1415) — 3-й граф Кембридж; был дважды женат: первый раз — на Анне Мортимер, дочери Роджера Мортимера, графа Марча, и Алиенор Холланд, от которой имел сына и дочь[18]. Второй раз — на Мод Клиффорд, дочери Томаса Клиффорда, барона Клиффорда, и Элизабет де Росс; брак оказался бездетным. Казнён за участие в Саутгемптонском заговоре[19].

## В культуре
В 1934 году в парфюмерной линии Prince Matchabelli был выпущен женский аромат Duchess Of York, названный в честь Изабеллы.